# Świnoujście
Świnoujście [ɕfinɔˈujɕt͡ɕɛ]  (en allemand : Swinemünde) est une ville de la voïvodie de Poméranie occidentale, dans le nord-ouest de la Pologne. Elle est située sur les îles d’Usedom, de Wolin et de Karsibór (de), et forme à elle seule une gmina. Elle est l'avant-port de Szczecin (Stettin).
Vers l'ouest, à environ 3 km du centre-ville, se trouve la frontière allemande avec la localité voisine d’Ahlbeck.

## Géographie

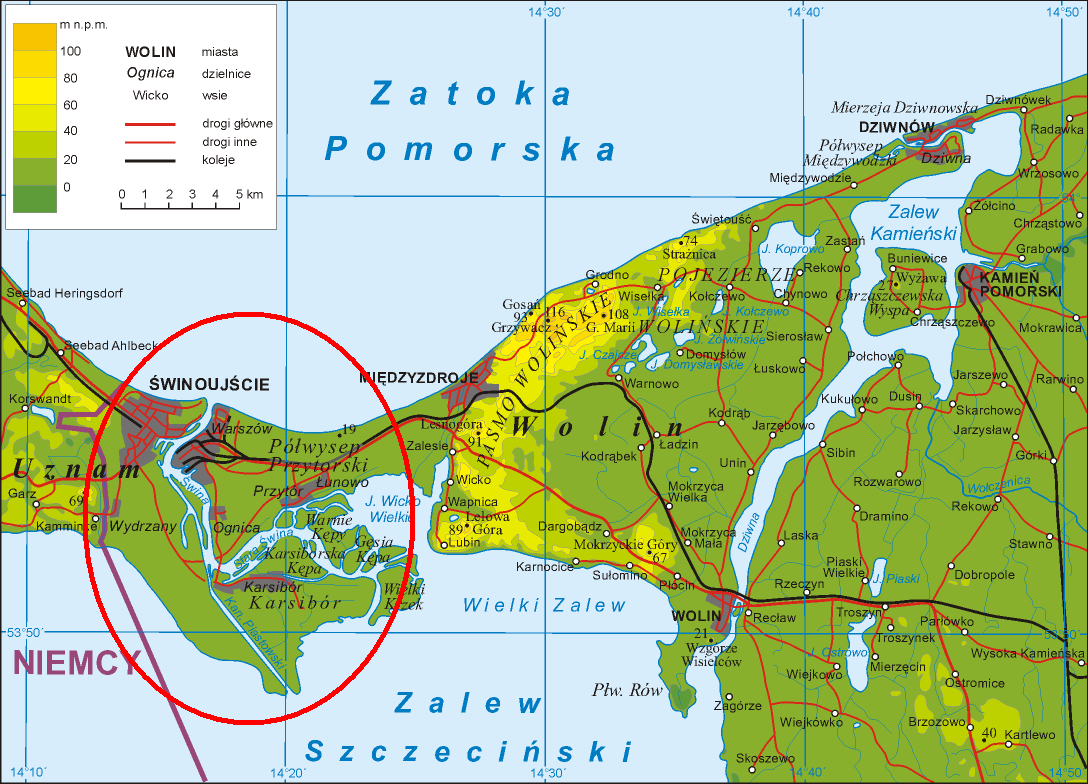
Carte détaillée de la région de Świnoujście.

La ville se trouve sur la partie orientale de l’île d’Usedom d’environ 3 km de large, qui est revenue à la Pologne après la Seconde Guerre mondiale. Le centre de la ville est limité à l’est par la Świna, bras de mer qui sépare les îles d’Usedom et de Wollin. Sur cette dernière se trouvent les quartiers de la rive orientale (Osternothafen et Ostswine). Vers l'ouest, à environ 3 km du centre-ville, se trouve la frontière allemande avec la localité voisine d’Ahlbeck. Du côté polonais la ville est reliée par une route à grande circulation et une ligne ferroviaire à Szczecin, distant d’environ 100 km. Du quartier de Warszów sur l’île de Wollin partent des liaisons maritimes vers Ystad et Malmö (en Suède), ainsi que vers Copenhague (au Danemark).

## Histoire
À l'emplacement de ce qui deviendrait plus tard Świnoujście se trouvait déjà à la fin du XIIe siècle une forteresse, et en 1230 le duc de Poméranie Barnim 1er fit aménager une liaison fluviale sur la Swine. En 1297, le port de Swinemünde (Świnoujście aujourd'hui) est mentionné pour la première fois en relation avec la création d'un poste ducal de douane et de pilotage.
À la fin de la guerre de Trente Ans, en 1648, les traités de Westphalie partagèrent la Poméranie entre la Prusse et la Suède après que le commandant en chef suédois, Banér, en eut occupé en 1636 une grande partie, ainsi que le Brandebourg et même la Saxe. L'île d'Usedom, de population allemande, avec Swinemünde et la Poméranie occidentale revint à la Suède, mais la Poméranie - terre allemande - demeurait en droit dans le Saint-Empire romain germanique, le roi de Suède, n'y étant que « duc de Poméranie ». La Suède laissa s'ensabler la Swine pour des motifs stratégiques : elle voulait que se fît par le Peene le trafic maritime en provenance de Stettin et vers cette ville.
Par la paix de Stockholm qui mit fin à la guerre Nordique, en 1720, la Suède céda Stettin et Usedom-Wollin à la Prusse contre le paiement de deux millions de taler. La Suède conservait Rügen, Stralsund et Wismar. La Prusse qui avait besoin d'un accès à la mer Baltique se décida pour l'embouchure de la Swine. À partir de 1729, le Swine devint à nouveau navigable, et à proximité du petit village de Westswine on commença en 1740 la construction d'un port qui fut ouvert officiellement en 1746 en tant que port de mer de la Prusse. Les quelques paysans qui habitaient là avaient vécu de la pêche, de l'agriculture et de petit commerce par le bac sur la Swine. Il y avait, certes, une petite église de village en bois, relevant de la paroisse de Karsibór.
Avec la construction et l'activité du nouveau port, la ville de Swinemünde qui était née accéda en 1750 au statut de ville immédiate. Pour attirer de nouveaux colons, on mit gratuitement à leur disposition jusqu'en 1840 des chantiers de construction. Le port constituait le centre des activités. On pouvait chercher plus facilement les marchandises des bateaux qui se trouvaient dans la rade ou dans le port pour les expédier entre autres à Stettin. Quand ils revenaient de Stettin, ils prenaient de nouveau les marchandises. La navigation, le transport de marchandises, le commerce, l'artisanat et l'industrie connurent un premier âge d'or. La Guerre d'indépendance des États-Unis dans les années 1773-1784 et la guerre franco-britannique de 1801-1805 permirent au port de se développer et de s'agrandir. 

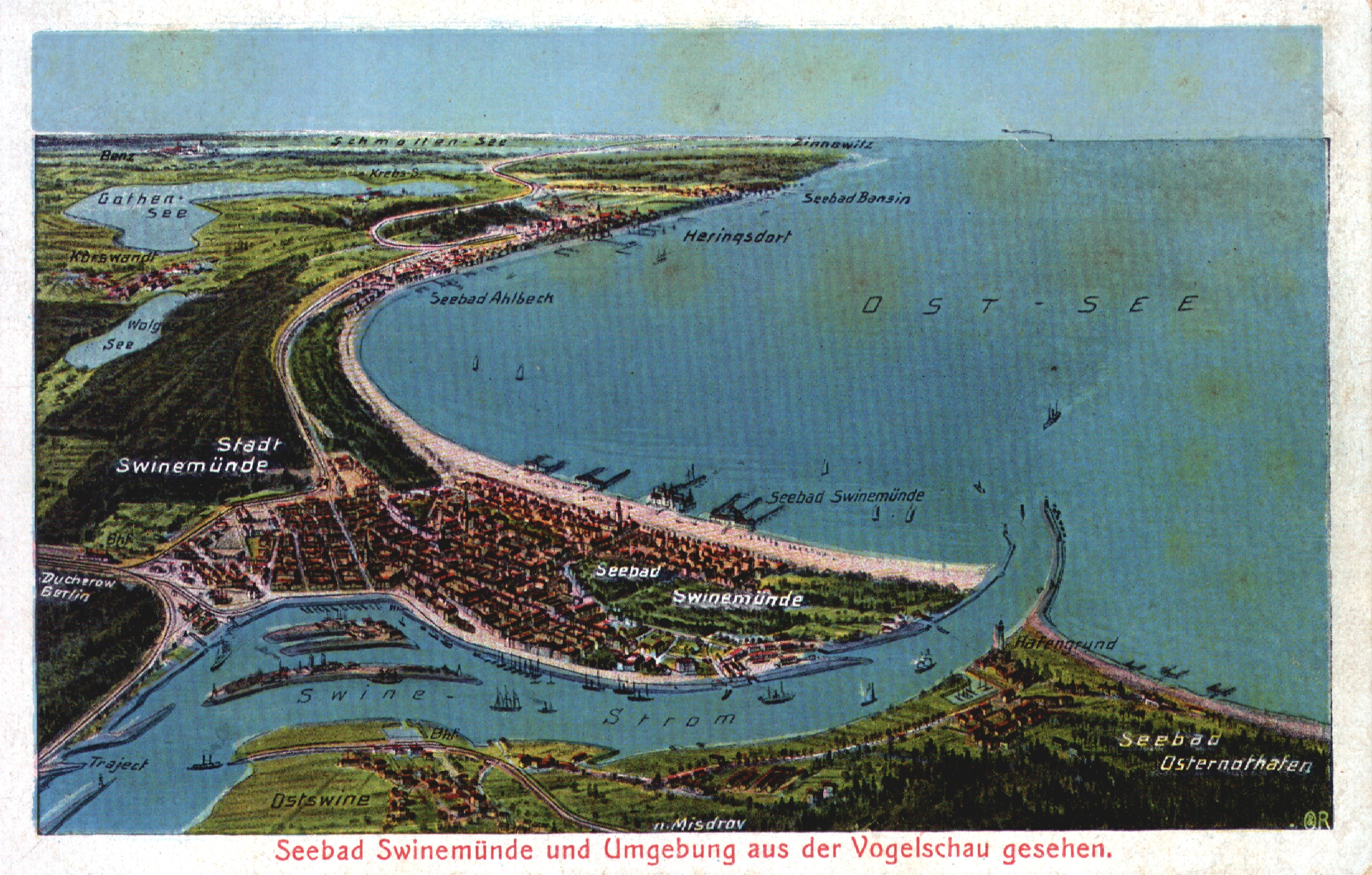
Swinemünde et ses environs à la fin du XIXe siècle.

À Swinemünde vivaient déjà alors jusqu'à deux mille personnes, toutes allemandes. 
En 1823, les môles (de 1 500 et 1 100 m, une prouesse technique) étaient terminés, en 1857 le phare et en 1880 le chemin de fer impérial. À partir de 1857, il y avait les liaisons de bateau à vapeur vers la province de Prusse, Bornholm et Copenhague. Les plus grands bateaux passaient par Stettin après l'achèvement du chemin de fer impérial, ce qui n'était pas bon pour la ville. C'est pourquoi la fondation de la station balnéaire de Swinemünde fut bénéfique aux habitants. En juillet 1824, la première saison balnéaire officielle y fut ouverte. Une nouvelle activité était née pour le développement de la ville avec des conséquences à longue échéance. Au début, la moitié des baigneurs venait de Berlin, et de plus en plus grâce au chemin de fer. De 1818 à 1945, Swinemünde fait partie de l'arrondissement d'Usedom-Wollin dans le district de Stettin au sein de la province de Poméranie. En 1852, Swinemünde devint ville de garnison et le futur empereur allemand, à l'époque Guillaume Ier en fut l'hôte plusieurs fois. Alors qu'en 1826 on ne comptait que 626 baigneurs, ils étaient déjà 40 247 en 1913 et 43 040 en 1928. Swinemünde devint la plus grande station balnéaire allemande et acquit une réputation mondiale. En conséquence de cela, le nombre d'habitants augmentait : de 4 719 en 1850, il triplait jusqu'à 13 916 en 1910, ce nombre (chiffre) et en 1931, on dénombrait 19 798 habitants[pas clair].

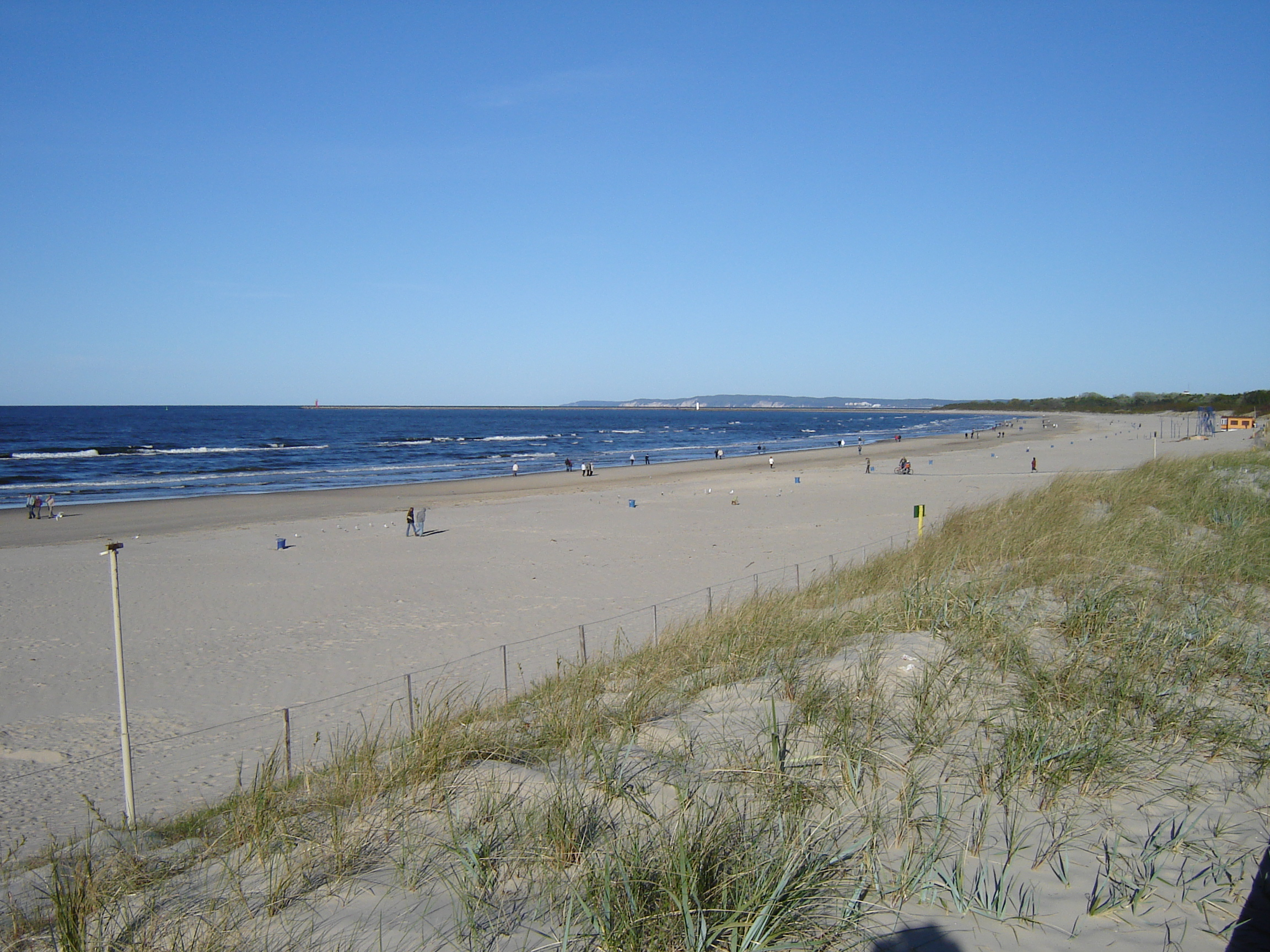
Vue de la plage.

Pendant la Seconde Guerre mondiale, l'Allemagne a installé dans la ville un camp de travail forcé rattaché au camp de prisonniers de guerre Stalag II-D. En 1944, près de 13 000 travailleurs forcés y étaient enregistrés. Le 12 mars 1945, peu avant la fin de la guerre, la ville fut visée par une attaque aérienne de la 8e US-Flotte et détruite en grande partie. Plus de 20 000 personnes périrent. La plupart ont été ensevelies tout près, à Golm, dans des fosses communes. Le 5 mai 1945, la ville fut occupée par l'armée soviétique. En automne de la même année, une administration polonaise fut mise en place. La ville, nommée jusqu'alors Swinemünde, reçut le nom de Świnoujście. À cette époque 30 000 Allemands vivaient à Świnoujście et sur Wollin. Au début 1950, ils n'étaient plus que 500 à 600. Ils travaillaient pour la plupart sur la base navale soviétique comme spécialistes, certains dans la ville, d'autres dans l'administration du port. Cependant, la population polonaise immigrée ne leur faisait pas la vie facile. À partir de 1950, seuls les Allemands qui pouvaient prouver une origine polonaise eurent le droit de rester dans leur pays natal. La présence continuelle d'une grande garnison soviétique et d'une garnison polonaise compliquait la liberté de circulation des Polonais. Les installations portuaires ainsi que le quartier de cure étaient réservées aux troupes soviétiques.
En 1948 commença la construction d'une base de grande pêche en haute mer sur la rive orientale de la Swine (la conserverie de poisson Odra). À partir de 1958, la reconstruction de la ville fut intensifiée. Suivit l'agrandissement du port de haute mer (le complexe portuaire Szczecin-Świnoujście). Après qu'en 1958 les forces armées soviétiques eurent évacué le quartier de cure, Świnoujście redevint à côté de Kołobrzeg et de Sopot une station balnéaire renommée de la région. En décembre 1992, les dernières unités de l'armée soviétique se retirèrent. Depuis 1989, souvent au prix de licenciements secs, la restructuration de l'économie en Pologne se reflète aussi dans l'aspect de la ville, qui profite beaucoup de la proximité de la frontière. Un grand nombre de touristes allemands animent l'économie de Świnoujście et contribuent avec leur argent au bien-être croissant de la population.
En 2018, le gouvernement polonais annonce préparer la construction d'un tunnel sous la Świna pour relier de manière permanente les deux îles qui composent la commune. Le tunnel, long de 1 760 m, est ouvert depuis 2023. Il est interdit aux cyclistes et aux piétons.
Le 22 juillet 2025, une compagnie pétrolière annonce la découverte à environ six kilomètres au large d'un gisement d'hydrocarbures estimé à 22 millions de tonnes de pétrole et 5 milliards de mètres cube de gaz naturel.

## Administration
La commune s'étend sur 197 km2. Elle compte 7 localités : 
- Świnoujście-ville ;
- Przytór ;
- Karsibór ;
- Łunowo ;
- Warszów ;
- Ognica ;
- Wydrzany.

## Curiosités

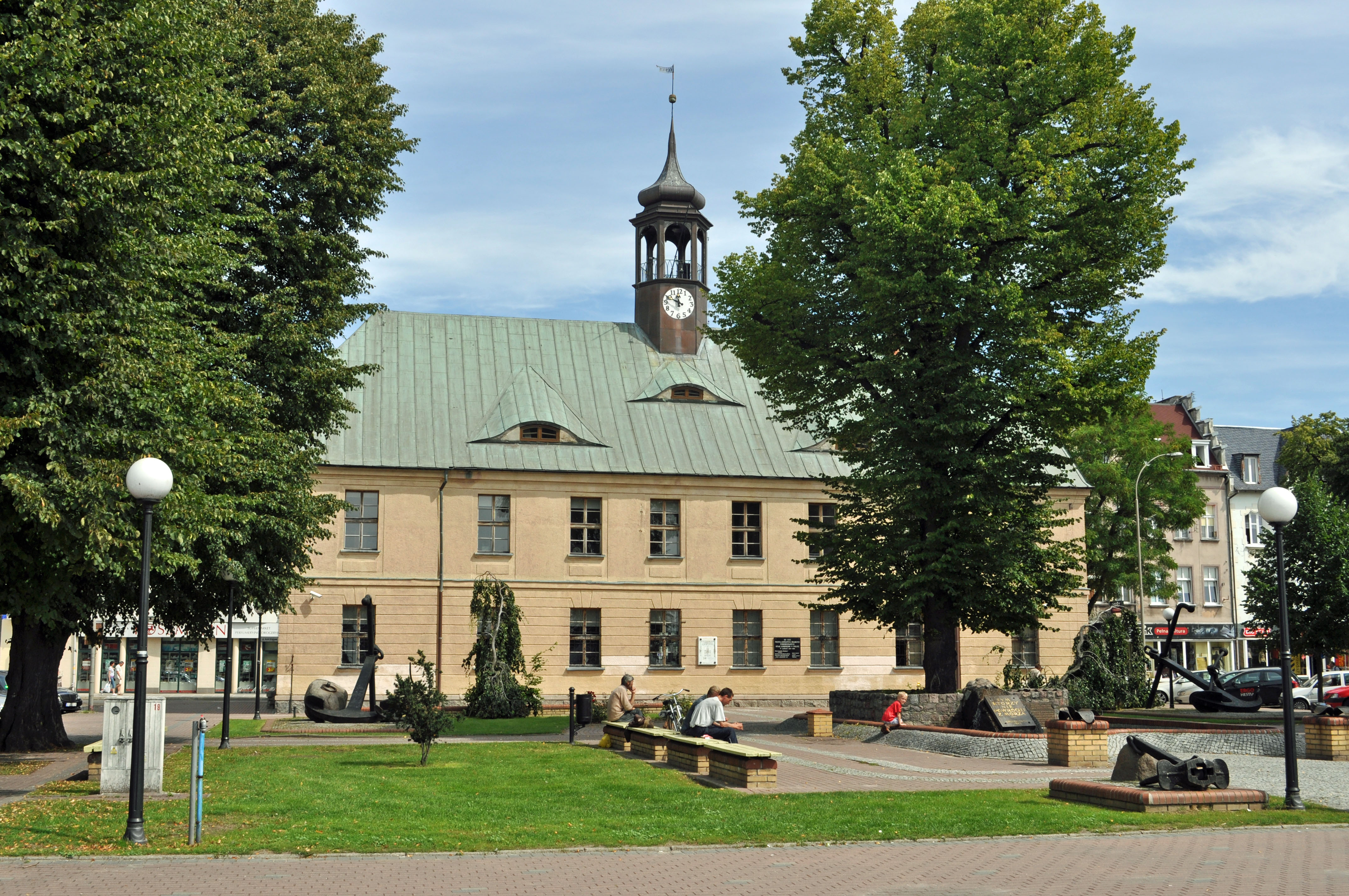
Ancien hôtel de ville, aujourd'hui musée de la pêche.

Au centre-ville on peut admirer plusieurs magnifiques maisons du XVIIIe siècle. Sur le côté de l'île d'Usedom se trouvent une promenade de bord de mer et un parc de cure.

## Personnalités liées à la ville
- Robert Klempin (1816-1874), historien.
- Alfred Ploetz (1860-1940), médecin.
- Walter Schmiele (1909-1998), écrivain.
- Albert von Mutius (1942-), juriste.

## Jumelages
- Ystad (Suède)
- Svetly (Russie)
- Nordenham (Allemagne)
- Palmela (Portugal)